# Olympische Sommerspiele 1952/Boxen
Bei den XV. Olympischen Sommerspielen 1952 in Helsinki fanden zehn Wettbewerbe im Boxen statt. Austragungsort war die Messuhalli (Messehalle) im Stadtteil Töölö. Auf dem Programm standen zwei Gewichtsklassen mehr als zuvor. Außerdem gab es keine Entscheidungskämpfe um den dritten Platz mehr, sodass jeweils zwei Boxer eine Bronzemedaille erhielten.

## Bilanz

### Medaillenspiegel
| Platz  | Land                  | Gold | Silber | Bronze | Gesamt |
| ------ | --------------------- | ---- | ------ | ------ | ------ |
| 1      | Vereinigte Staaten    | 5    | –      | –      | 5      |
| 2      | Italien               | 1    | 1      | 1      | 3      |
| 3      | Polen                 | 1    | 1      | –      | 2      |
| 4      | Finnland              | 1    | –      | 4      | 5      |
| 5      | Tschechoslowakei      | 1    | –      | –      | 1      |
| 5      | Ungarn                | 1    | –      | –      | 1      |
| 7      | Sowjetunion           | –    | 2      | 4      | 6      |
| 8      | Südafrikanische Union | –    | 1      | 3      | 4      |
| 9      | Argentinien           | –    | 1      | 1      | 2      |
| 9      | Deutschland           | –    | 1      | 1      | 2      |
| 9      | Rumänien              | –    | 1      | 1      | 2      |
| 9      | Schweden              | –    | 1      | 1      | 2      |
| 13     | Irland                | –    | 1      | –      | 1      |
| 14     | Bulgarien             | –    | –      | 1      | 1      |
| 14     | Dänemark              | –    | –      | 1      | 1      |
| 14     | Frankreich            | –    | –      | 1      | 1      |
| 14     | Südkorea              | –    | –      | 1      | 1      |
| Gesamt | Gesamt                | 10   | 10     | 20     | 40     |

### Medaillengewinner
| Disziplin                       | Gold                      | Silber                      | Bronze                                         |
| ------------------------------- | ------------------------- | --------------------------- | ---------------------------------------------- |
| Fliegengewicht (bis 51 kg)      | Nathan Brooks (USA)       | Edgar Basel (GER)           | Willie Toweel (RSA) Anatoli Bulakow (URS)      |
| Bantamgewicht (bis 54 kg)       | Pentti Hämäläinen (FIN)   | John McNally (IRL)          | Gang Jun-ho (KOR) Gennadi Garbusow (URS)       |
| Federgewicht (bis 57 kg)        | Ján Zachara (TCH)         | Sergio Caprari (ITA)        | Joseph Ventaja (FRA) Leonard Leisching (RSA)   |
| Leichtgewicht (bis 60 kg)       | Aureliano Bolognesi (ITA) | Aleksy Antkiewicz (POL)     | Gheorghe Fiat (ROM) Erkki Pakkanen (FIN)       |
| Halbweltergewicht (bis 63,5 kg) | Charles Adkins (USA)      | Wiktor Mednow (URS)         | Erkki Mallenius (FIN) Bruno Visintin (ITA)     |

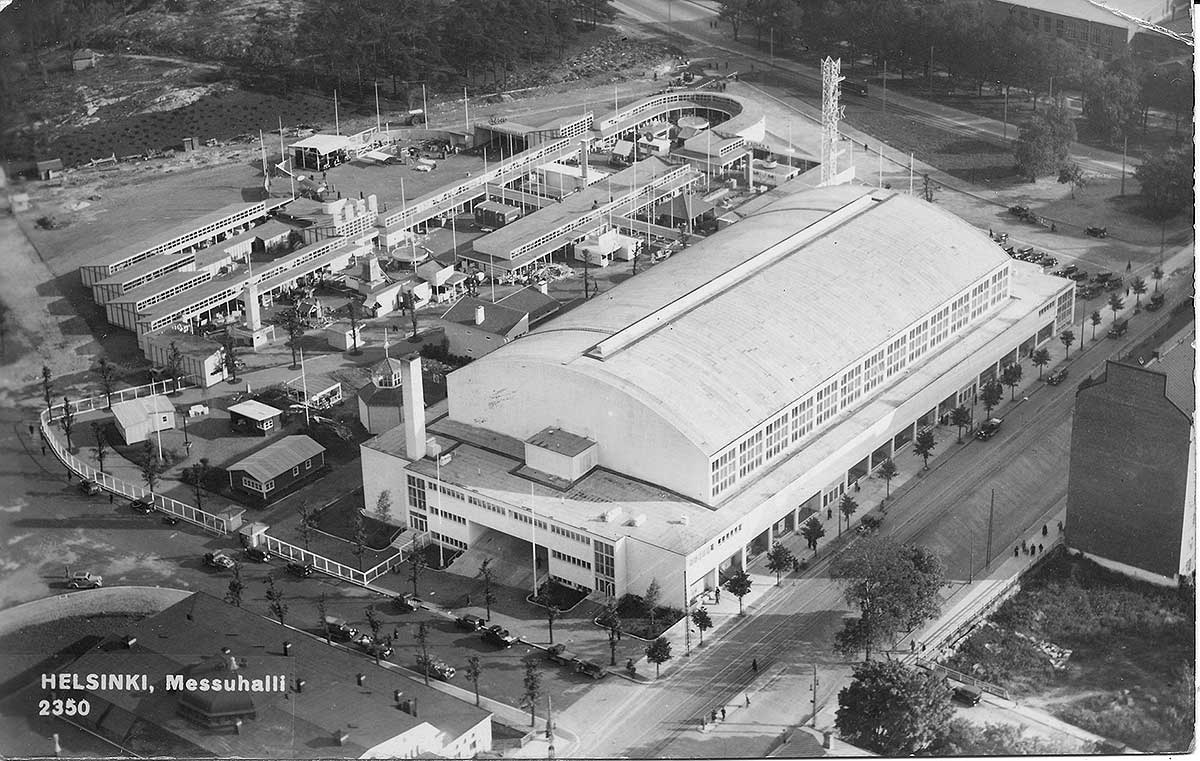
Messuhalli

| Weltergewicht (bis 67 kg)       | Zygmunt Chychła (POL)     | Sergei Schtscherbakow (URS) | Günther Heidemann (GER) Victor Jørgensen (DEN) |
| Halbmittelgewicht (bis 71 kg)   | László Papp (HUN)         | Theunis van Schalkwyk (RSA) | Eladio Herrera (ARG) Boris Tischin (URS)       |
| Mittelgewicht (bis 75 kg)       | Floyd Patterson (USA)     | Vasile Tiță (ROM)           | Stig Sjölin (SWE) Boris Nikolow (BUL)          |
| Halbschwergewicht (bis 81 kg)   | Norvel Lee (USA)          | Antonio Pacenza (ARG)       | Harry Siljander (FIN) Anatoli Perow (URS)      |
| Schwergewicht (über 81 kg)      | Ed Sanders (USA)          | Ingemar Johansson (SWE)     | Dries Niemann (RSA) Ilkka Koski (FIN)          |

## Ergebnisse

### Fliegengewicht (bis 51 kg)
| Platz | Land | Sportler          |
| ----- | ---- | ----------------- |
| 1     | USA  | Nathan Brooks     |
| 2     | GER  | Edgar Basel       |
| 3     | URS  | Anatoli Bulakow   |
| 3     | RSA  | Willie Toweel     |
| 5     | NOR  | Thorbjørn Clausen |
| 5     | ROM  | Mircea Dobrescu   |
| 5     | GBR  | Dai Dower         |
| 5     | KOR  | Han Su-an         |
| 9     | AUT  | Alfred Zima       |
|       |      |                   |
| 17    | SAA  | Helmut Hofmann    |

Datum: 28. Juli bis 2. August 1952 

27 Teilnehmer aus 27 Ländern

### Bantamgewicht (bis 54 kg)
| Platz | Land | Sportler              |
| ----- | ---- | --------------------- |
| 1     | FIN  | Pentti Hämäläinen     |
| 2     | IRL  | John McNally          |
| 3     | URS  | Gennadi Garbusow      |
| 3     | KOR  | Kang Joon-ho          |
| 5     | ITA  | Vincenzo Dall’Osso    |
| 5     | TCH  | František Majdloch    |
| 5     | USA  | Davey Moore           |
| 5     | RSA  | Lennie von Graevenitz |
| 9     | GER  | Egon Schidan          |

Datum: 28. Juli bis 2. August 1952 

23 Teilnehmer aus 23 Ländern

### Federgewicht (bis 57 kg)
| Platz | Land | Sportler          |
| ----- | ---- | ----------------- |
| 1     | TCH  | Ján Zachara       |
| 2     | ITA  | Sergio Caprari    |
| 3     | RSA  | Leonard Leisching |
| 3     | FRA  | Joseph Ventaja    |
| 5     | USA  | Edson Brown       |
| 5     | POL  | Lech Drogosz      |
| 5     | HUN  | János Erdei       |
| 5     | CAN  | Leonard Walters   |
| 9     | GER  | Willi Roth        |
| 9     | SAA  | Kurt Schirra      |
|       |      |                   |
| 17    | SUI  | Alfred Willommet  |

Datum: 28. Juli bis 2. August 1952 

30 Teilnehmer aus 30 Ländern

### Leichtgewicht (bis 60 kg)
| Platz | Land | Sportler            |
| ----- | ---- | ------------------- |
| 1     | ITA  | Aureliano Bolognesi |
| 2     | POL  | Aleksy Antkiewicz   |
| 3     | ROM  | Gheorghe Fiat       |
| 3     | FIN  | Erkki Pakkanen      |
| 5     | ARG  | Américo Bonetti     |
| 5     | HUN  | István Juhász       |
| 5     | VEN  | Vicente Matute      |
| 5     | GBR  | Frederick Reardon   |
| 9     | AUT  | Leopold Potesil     |
| 9     | GER  | Hans-Werner Wohlers |
|       |      |                     |
| 17    | SUI  | Roger Cuche         |

Datum: 29. Juli bis 2. August 1952 

27 Teilnehmer aus 27 Ländern

### Halbweltergewicht (bis 63,5 kg)
| Platz | Land | Sportler          |
| ----- | ---- | ----------------- |
| 1     | USA  | Charles Adkins    |
| 2     | URS  | Wiktor Mednow     |
| 3     | FIN  | Erkki Mallenius   |
| 3     | ITA  | Bruno Visintin    |
| 5     | IRL  | Terry Milligan    |
| 5     | BEL  | Jean Paternotte   |
| 5     | RSA  | Alexander Webster |
| 5     | FRA  | René Weissmann    |
| 9     | LUX  | Fernand Backes    |
|       |      |                   |
| 17    | GER  | Herbert Schilling |

Datum: 28. Juli bis 2. August 1952 

28 Teilnehmer aus 28 Ländern

### Weltergewicht (bis 67 kg)
| Platz | Land | Sportler              |
| ----- | ---- | --------------------- |
| 1     | POL  | Zygmunt Chychła       |
| 2     | URS  | Sergei Schtscherbakow |
| 3     | GER  | Günther Heidemann     |
| 3     | DEN  | Victor Jørgensen      |
| 5     | NED  | Moos Linneman         |
| 5     | IND  | Ronald Norris         |
| 5     | TCH  | Július Torma          |
| 5     | ITA  | Franco Vescovi        |
|       |      |                       |
| 17    | SUI  | Peter Müller          |
| 17    | LUX  | Jean Welter           |

Datum: 29. Juli bis 2. August 1952 

29 Teilnehmer aus 29 Ländern

### Halbmittelgewicht (bis 71 kg)
| Platz | Land | Sportler              |
| ----- | ---- | --------------------- |
| 1     | HUN  | László Papp           |
| 2     | RSA  | Theunis van Schalkwyk |
| 3     | ARG  | Eladio Herrera        |
| 3     | URS  | Boris Tischin         |
| 5     | BRA  | Paulo Cavalheiro      |
| 5     | ITA  | Guido Mazzinghi       |
| 5     | GER  | Erich Schöppner       |
| 5     | BUL  | Petar Spassow         |
| 9     | SUI  | Hans Büchi            |
| 9     | AUT  | Josef Hamberger       |
|       |      |                       |
| 17    | LUX  | Bruno Mattiussi       |
| 17    | SAA  | Willi Rammo           |

Datum: 29. Juli bis 2. August 1952 

23 Teilnehmer aus 23 Ländern

### Mittelgewicht (bis 75 kg)

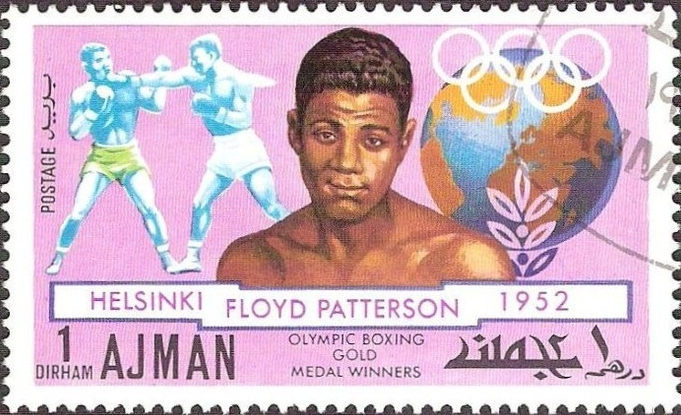
Floyd Patterson auf einer Briefmarke des Emirats Adschman (1971)

| Platz | Land | Sportler          |
| ----- | ---- | ----------------- |
| 1     | USA  | Floyd Patterson   |
| 2     | ROM  | Vasile Tiță       |
| 3     | BUL  | Boris Nikolow     |
| 3     | SWE  | Stig Sjölin       |
| 5     | NED  | Leen Jansen       |
| 5     | AUS  | Anthony Madigan   |
| 5     | ITA  | Valter Sentimenti |
| 5     | GER  | Dieter Wemhöner   |
|       |      |                   |
| 17    | SUI  | Hans Niederhauser |
| 17    | LUX  | Alfred Stuermer   |

Datum: 29. Juli bis 2. August 1952 

23 Teilnehmer aus 23 Ländern

### Halbschwergewicht (bis 81 kg)
| Platz | Land | Sportler                |
| ----- | ---- | ----------------------- |
| 1     | USA  | Norvel Lee              |
| 2     | ARG  | Antonio Pacenza         |
| 3     | URS  | Anatoli Perow           |
| 3     | FIN  | Harry Siljander         |
| 5     | ITA  | Gianbattista Alfonsetti |
| 5     | BRA  | Lucio Grotone           |
| 5     | POL  | Tadeusz Grzelak         |
| 5     | GER  | Karl Kistner            |
| 9     | AUT  | Franz Pfitscher         |

Datum: 29. Juli bis 2. August 1952 

18 Teilnehmer aus 18 Ländern

### Schwergewicht (über 81 kg)
| Platz | Land | Sportler           |
| ----- | ---- | ------------------ |
| 1     | USA  | Ed Sanders         |
| 2     | SWE  | Ingemar Johansson  |
| 3     | FIN  | Ilkka Koski        |
| 3     | RSA  | Andries Nieman     |
| 5     | ITA  | Giacomo di Segni   |
| 5     | GBR  | Edgar Hearn        |
| 5     | YUG  | Tomislav Krizmanić |
| 5     | URS  | Algirdas Šocikas   |
|       |      |                    |
| 16    | GER  | Edgar Gorgas       |
| 16    | SUI  | Hans Jost          |

Datum: 29. Juli bis 2. August 1952 

21 Teilnehmer aus 21 Ländern
Ingemar Johansson war wegen „Inaktivität“ im Finalkampf vom Ringrichter disqualifiziert worden. 1982 wurde ihm die Silbermedaille wieder zugesprochen.